# Masafumi Yokoyama
Masafumi Yokoyama (jap. 横山 正文, Yokoyama Masafumi; * 10. April 1956 in der Präfektur Nagasaki) ist ein ehemaliger japanischer Fußballspieler.

## Nationalmannschaft
1979 debütierte Yokoyama für die japanische Fußballnationalmannschaft. Yokoyama bestritt 31 Länderspiele und erzielte dabei zehn Tore.